# ساندرا غارسيا
ساندرا غارسيا (بالإسبانية: Sandra García)‏ (11 فبراير 1986 بسان خوان ديل بويرتو في إسبانيا - ) هي لاعبة كرة قدم إسبانية في مركز الدفاع. لعبت مع نادى استوديانتس دى ويلفا للسيدات لكرة القدم ونادي إشبيلية للسيدات وSporting de Huelva ‏.

## وصلات خارجية
- ساندرا غارسيا على موقع قاعدة بيانات كرة القدم.إي يو (الإنجليزية)